# Щурова
Щурова (пол. Szczurowa) — село в Польщі, у гміні Щурова Бжеського повіту Малопольського воєводства.
Населення — 1701 особа (2011).
У 1975-1998 роках село належало до Тарновського воєводства.

## Демографія
Демографічна структура станом на 31 березня 2011 року:
|          | Загалом | Допрацездатний вік | Працездатний вік | Постпрацездатний вік |
| -------- | ------- | ------------------ | ---------------- | -------------------- |
| Чоловіки | 855     | 161                | 608              | 86                   |
| Жінки    | 846     | 137                | 524              | 185                  |
| Разом    | 1701    | 298                | 1132             | 271                  |